# Sant'Antonino (Zwitserland)
Sant'Antonino is een gemeente en plaats in het Zwitserse kanton Ticino, en maakt deel uit van het district Bellinzona.
Sant'Antonino telt 2207 inwoners.